# Isländische Badmintonmeisterschaft 2019
Die Isländische Badmintonmeisterschaft 2019 fand vom 5. bis zum 7. April 2019 in Hafnarfjörður statt. Es war die 71. Auflage der nationalen Titelkämpfe von Island im Badminton.

## Sieger und Platzierte
| Disziplin    | Gold                                            | Silber                                    | Bronze                                            |
| ------------ | ----------------------------------------------- | ----------------------------------------- | ------------------------------------------------- |
| Herreneinzel | Kári Gunnarsson                                 | Kristófer Darri Finnsson                  | Eiður Ísak Broddason                              |
| Herreneinzel | Kári Gunnarsson                                 | Kristófer Darri Finnsson                  | Róbert Þór Henn                                   |
| Dameneinzel  | Margrét Jóhannsdóttir                           | Arna Karen Jóhannsdóttir                  | Alda Karen Jónsdóttir                             |
| Dameneinzel  | Margrét Jóhannsdóttir                           | Arna Karen Jóhannsdóttir                  | Sara Högnadóttir                                  |
| Herrendoppel | Davíð Bjarni Björnsson Kristófer Darri Finnsson | Daníel Jóhannesson Jónas Baldursson       | Eiður Ísak Broddason Róbert Þór Henn              |
| Herrendoppel | Davíð Bjarni Björnsson Kristófer Darri Finnsson | Daníel Jóhannesson Jónas Baldursson       | Róbert Ingi Huldarsson Sigurður Eðvarð Ólafsson   |
| Damendoppel  | Drífa Harðardóttir Erla Björg Hafsteinsdóttir   | Margrét Jóhannsdóttir Sigríður Árnadóttir | Margrét Finnbogadóttir Sara Högnadóttir           |
| Damendoppel  | Drífa Harðardóttir Erla Björg Hafsteinsdóttir   | Margrét Jóhannsdóttir Sigríður Árnadóttir | Sólrún Anna Ingvarsdóttir Una Hrund Örvar         |
| Mixed        | Kristófer Darri Finnsson Margrét Jóhannsdóttir  | Daníel Jóhannesson Sigríður Árnadóttir    | Daníel Thomsen Drífa Harðardóttir                 |
| Mixed        | Kristófer Darri Finnsson Margrét Jóhannsdóttir  | Daníel Jóhannesson Sigríður Árnadóttir    | Davíð Bjarni Björnsson Erla Björg Hafsteinsdóttir |